# Леонор Варела
Леонор Магдалена Варела Палма е чилийска актриса и модел. Най-известна е с ролята си на Клеопатра във филма „Клеопатра“ (1999) и тази на принцесата на вампирите Ниса в „Блейд 2“.

## Детство и образование
Варела е родена на 29 декември 1972 г. в Сантяго. Дъщеря е на масажистката Леонор Палма-Келер и биологът и когнитивен невролог Франсиско Варела Гарсия. Има сестра Алехандра и двама братя Хавиер и Габриел. Майка ѝ е от френски, унгарски и сирийски произход. Варела е още дете, когато семейството ѝ бяга от Чили след военния преврат през 1973 г. В началото на 1980-те години нейните родители се връщат в Чили, а тя остава в Париж, за да учи Актьорско майсторство.

## Кариера
Варела има малка роля във филма Желязната маска. През 1999 г. изиграва главната роля в телевизионния филм „Клеопатра“.

## Личен живот
Варела е била сгодена за Били Зейн, който е Марк Антоний във филма Клеопатра. Връзката им продължава от 1999 до 2001 г.
От 2011 г. има връзка с продуцента Лукас Акоскин. Двамата се женят през април 2013 г. През ноември 2012 г. Варела ражда първото си дете – момче на име Матео. Дъщеря им Луна Мей е родена на 25 февруари 2015 г. Матео е диагностициран с левкодистрофия малко след раждането си. Той умира на 5-годишна възраст.
|  | Тази страница частично или изцяло представлява превод на страницата Leonor Varela в Уикипедия на английски. Оригиналният текст, както и този превод, са защитени от Лиценза „Криейтив Комънс – Признание – Споделяне на споделеното“, а за съдържание, създадено преди юни 2009 година – от Лиценза за свободна документация на ГНУ. Прегледайте историята на редакциите на оригиналната страница, както и на преводната страница, за да видите списъка на съавторите. ВАЖНО: Този шаблон се отнася единствено до авторските права върху съдържанието на статията. Добавянето му не отменя изискването да се посочват конкретни източници на твърденията, които да бъдат благонадеждни. |